# Not Today, Thank You
Not Today, Thank You est une émission de radio comique britannique diffusée sur BBC Radio 4 entre le 22 août et le 26 septembre 2006. Elle est présentée par Harry Shearer qui interprète Nostrils, un homme convaincu qu'il est très peu attrayant, accompagné par Brian Hayes qui joue Brian Hughes un présentateur de radio vieillissant qui tente de diffuser son émission de radio depuis le sous-sol de sa grand-mère avant de rencontrer un producteur de télévision.

## Distribution
- Deborah O'Brien : Jean
- Brian Hayes : Brian Hughes
- Alex Lowe : Neville et Reggie
- Andrew McGibbon : Rolf et le professeur
- Mark Perry : Donny et le producteur de télévision
- Nick Romero : le colonel
- Harry Shearer : le présentateur et Nostrils
- Sheridan Smith : Showbiz Kat